# Ачабет
Ачабет (осет. Ацабет, груз. აჩაბეთი — Ачабети) — бывшее село в Закавказье, расположенное в Цхинвальском районе Южной Осетии, фактически контролирующей его территорию; согласно юрисдикции Грузии — в Горийском муниципалитете.

## Состав
- Верхний Ачабет (груз. ზემო აჩაბეთი — Земо-Ачабети, осет. Уæллаг Ацабет)
- Нижний Ачабет (груз. ქვემო აჩაბეთი — Квемо-Ачабети, осет. Дæллаг Ацабет)

## География
Село находилось в средней части грузинонаселённого (до августа 2008 года) анклава Тамарашени-Кехви (к северу от Цхинвала) на правом берегу реки Большая Лиахва к северу от бывшего села Тамарашени и к югу от бывшего анклавного села Курта.

## Население
По переписи 1989 года из 1270 жителей грузины составили 95 % (1201 чел.), осетины — 5 % (69 чел.). В том числе в Верхнем Ачабете — 601 житель (565 грузин (94 %) и 36 осетин (6 %)) и Нижнем Ачабете — 669 жителей (363 грузин (95 %) и 33 осетина (5 %)). В период контроля Грузией, в 1992—2008 гг., село сохраняло основную долю в населении за грузинами. По переписи 2002 года (проведённой властями Грузии, контролировавшей часть Цхинвальского района на момент проведения переписи) в Земо-Ачабети (груз. ზემო აჩაბეთი) жило 860 человек (в том числе 95 % — грузины), в Квемо-Ачабети (груз. ქვემო აჩაბეთი) — 574 человека (в том числе 92 % — грузины). То есть, всего 1434 жителя, из которых грузины составляли 94 %.
После эвакуации, проведённой властями Грузии  летом 2008 года и последствий войны, село фактически перестало существовать.

## Топографические карты
- Лист карты K-38-64 Цхинвали. Масштаб: 1 : 100 000. Состояние местности на 1987 год. Издание 1989 г.